# Die seltsamen Abenteuer des Mr. West im Lande der Bolschewiki
Die seltsamen Abenteuer des Mr. West im Lande der Bolschewiki ist eine sowjetische Stummfilmsatire aus dem Jahre 1924 von Lew Kuleschow. Die Hauptrolle spielt Porfiri Podobed, der in Optik und Gestus ganz seinem US-amerikanischen Vorbild Harold Lloyd angeglichen wurde, während der nachmalige Regisseur Boris Barnet eine sportliche Performance als dessen Begleiter und „Beschützer“ Jeddy gibt.

## Handlung
Brecksville, ein kleiner Vorort von Cleveland in den USA. John West ist der vermeintliche Prototyp eines Klischee-Amerikaners. Als Geschäftsmann und Vorsitzender des YMCA glaubt er an die Einzigartigkeit und Vorbildhaftigkeit des American Way of Life und sieht in der Sowjetunion ein Land voll fellbehangener Wilder und unzivilisierter Barbaren. So zumindest wurde sein Russland-Bild durch US-amerikanische Zeitungen und Magazine geprägt, wo die Männer in den Abbildungen mal einen Stalinbart tragen oder auch gern mal mit Hammer und Sichel bewaffnet sind. Ein Schreiben eines gewissen T. P. Gallagher, offensichtlich ein guter Freund Wests, warnt überdies vor den „barbarischen“ Einheimischen -- alles Wilde. Von derlei Vorurteilen geprägt, bricht John S. West einen Monat später zu einer Reise in die UdSSR auf, nicht ohne sich abzusichern: Da seine Frau Madge in großer Sorge um seine Unversehrtheit ist, begleitet ihn sein getreuer Diener und Freund, der schießfreudige Cowboy Jeddy, als persönliche Leibgarde.
Kaum angekommen, wird Mr. West, der sofort mit der Miniaturausgabe des Sternenbanners wedelt und sich somit als leicht zu übertölpelnder Ausländer zu erkennen gibt, Opfer eines Kleingauners. Während West an seinem Sockenhalter herumfummelt, lässt er seine Aktentasche auf dem Auto mit dem Kennzeichen 999 kurz unbeobachtet und wird von einem Jungen, Senka Swistsch, dem Mitglied einer Gaunerbande, bestohlen. Wests Kumpel Jeddy, behütet mit einem ebenso albernen wie hoch aufragenden Stetson, lädt seinen Colt und versichert Mr. West, dass dieser fortan nichts mehr von den Barbaren zu befürchten habe. Nachdem Senka seinem Bandenchef Schban die erbeutete Aktentasche überreicht hat, ahnt dieser, dass fette (= amerikanische) Beute die Stadt erreicht haben muss.
Währenddessen fahren Mr. West und Jeddy, der sich auf das Dach des Taxis gesetzt hat, in die Stadt hinein. Als ein kleiner Koffer, den Jeddy hinter sich auf das Dach platziert hat, herunterfällt, springt er auf die Straße, um das gute Stück wieder einzusammeln. Er rennt dem West-Wagen hinterher bis zu einer Kreuzung. Ein anderes Auto kommt entgegen und fährt die entgegengesetzte Straße entlang. Jeddy schwirrt der Kopf. Mr. Wests Wagen hatte doch die Kfz-Nummer 999, oder war‘s die 666? Tollpatsch Jeddy bringt alles durcheinander und läuft nun dem falschen Auto hinterher. Dann kapert er auch noch ein Pferdeschlitten, nicht ohne vorher den Schlittenführer mit seinem mitgeführten Lasso von dem Gefährt heruntergeholt zu haben. Um sich Respekt zu verschaffen, schießt Jeddy außerdem mit seinem Colt wild um sich. Von Passanten verfolgt, saust Jeddy mit dem Pferdeschlitten von dannen.
Währenddessen in Schbans Räuberhauptquartier. Die Mitglieder amüsieren sich bei der Begutachtung von Mr. Wests Aktentascheninhalt königlich. Er führt Stars-and-Stripes-Socken mit sich und eine Zeitung, in dem die Bolschewiken wie Wilde abgebildet sind. Schban grinst höhnisch: „Wir werden die Dollar aus ihm herauspumpen!“. Währenddessen jagt Jeddy mit dem Schlitten durchs winterlich verschneite Moskau, verfolgt von mehreren Polizisten auf Motorrädern. Als er das Auto mit der Nr. 666 passiert, springt er mit gezücktem Colt kurzerhand auf, muss aber feststellen, dass weder Mr. West noch dessen Koffer anwesend sind. Noch immer geht ihm kein Licht auf, sondern er glaubt vielmehr, dass die Bolschewiki sowohl seinen Schützling als auch dessen Hab und Gut geraubt haben. Daraufhin springt er von diesem Auto in voller Fahrt auf den Rücksitz eines parallel dazu fahrenden und entkommt so seinen Verfolgern. Die halten die Nr. 666 an und wundern sich darüber, dass dieser verrückte Amerikaner sich in Luft aufgelöst haben muss. Bald hat man ihn wieder ausgemacht, und Jeddy entkommt ein weiteres Mal über die Dächer Moskaus. In bester Buster-Keaton-Manier hangelt er sich über ein Stromkabel auf die andere Straßenseite, bis dieses reißt und er in hohem Bogen durch ein Fenster in das Zimmer einer hübschen, jungen Dame fliegt und vor ihren Füßen landet: Es handelt sich um die reizende Amerikanerin Ellie, die hier in Moskau lebt und arbeitet. Bei einer anschließenden Prügelei mit zwei hinzueilenden Russen, die den Unbefugten hinauswerfen wollen, geht nicht nur eine kostbare Henkelvase zu Bruch, sondern Jeddy wirft auch noch Ellie über die Schulter. Dann sehen sich beide breit grinsend an. Man kennt sich offenbar!
Mr. West ist inzwischen in einem US-amerikanischen Kontor eingetroffen, wo er sich sicher fühlt, solange sein treuer Kumpan Jeddy verschollen ist. Währenddessen macht Schbans vierköpfige Bande auf, Mr. West zu „rupfen“. Der Kopf der Anführer hat auch schon einen Plan. In für einen Sowjetbürger grotesker Aufmachung -- im feinen Anzug, Gamaschen an den Füßen und Zylinder auf dem Kopf -- begibt er sich zu Mr. West und holt aus einer Zeitungsverpackung dessen Aktentasche hervor, die er ihm mit breitem Grinsen überreicht. Bei einer guten Zigarre erzählt Schban dem gutgläubigen Mr. West eine wahre Räuberpistole. Dieser glaubt die hanebüchene Geschichte und sieht in dem schleimigen Aktentaschen-„Finder“ bald einen Freund, der ihn am ehesten vor finsteren Gestalten, gespielt von Schbans Bandenmitgliedern, zu beschützen weiß. Währenddessen versucht Ellie, den von der Polizei in ihren Räumen in Gewahrsam genommenen Jeddy wieder loszueisen. Unterdessen unternimmt Schban mit seinem ahnungslosen amerikanischen Opfer eine „Stadtrundfahrt“. Er fährt an einer abbruchreifen Ruine vorbei und behauptet, dass dies der traurige Rest der Moskauer Universität unter sowjetischen Führung sei. Das gegenüberliegende Schneefeld wird von Schban als derjenige Platz ausgewiesen, an dem einst das Bolschoi-Theater stand. Mr. West ist entsetzt. Es ist ja alles noch viel schlimmer als angenommen!
Unterdessen verbündet sich Schban mit einer zweiten Bande, die, um Mr. West einen ordentlichen Schrecken einzujagen, ihm weitere Gräueltaten der Sowjetmacht vorgaukeln soll. Als erstes verkleiden sich dessen Mitglieder genau so wie die in den US-Zeitungen abgebildeten Klischee-Bolschewisten und tummeln sich eines Nachts wie Geisterbahngestalten vor dem Schlafzimmerfenster des furchtsamen Amerikaners. Als sie in dessen Schlafgemach eindringen, kommt es zum Handgemenge, in dem der Amerikaner die verkleideten Russenbarbaren ordentlich vermöbelt. Dennoch wird er schließlich überwältigt. In ein dunkles Tuch eingewickelt, wird er gut verschnürt. Gleich nebenan lässt sich die ‘Gräfin von Sachs‘, ebenfalls ein Bandenmitglied, ebenfalls verschnüren, um so als mutmaßliches zweites Opfer der Räuberbande zu gelten. Die Räuber täuschen nun eine „bolschewistische Gerichtssitzung“ vor, in der die „Gräfin“ und Mr. West zu Angeklagten werden, ein herbeigeholter Scharfrichter hinter den beiden mit riesigem Henkersbeil macht Faxen. Prompt wird das Todesurteil ausgesprochen. Doch Mr. West will nicht den Kopf verlieren! Rettung naht durch einen Kassiber, der durch die Gitterstäbe gereicht wird. Wenn Mr. West 1000 Dollar zahlt, wolle man ihn durch den Kamin in die Freiheit ziehen. Notgedrungen zahlt er. Rußverschmiert zieht man ihn aus dem Schornstein in die „Freiheit“.
Währenddessen ist man im amerikanischen Kontor schwer beunruhigt über das Verschwinden von Mr. West, und so benachrichtigt man die Polizei. Als man West im Gaunerhauptquartier nun auch noch das letzte ihm verbliebene Geld abknöpfen will, stürmt die Sowjetpolizei in Begleitung von Jeddy und Ellie hinein und befreit ihn aus den Händen der Verbrecher. Die Ganoven kommen hinter schwedische Gardinen und der Aktentaschendieb Senka, ins Kinderheim überstellt, paukt englische Vokabeln und amüsiert sich über Jeddys Cowboyhut, den er auf sein Arbeitstischchen abstellt. Dieser hat an Ellie sein Herz verloren, und während die beiden turteln, zeigt der liebenswürdige und charmante Bolschewik, der mit seinen Leuten Mr. West befreit hat, in einer echten Stadtrundfahrt das wahre Moskau. Dieser ist schwer beeindruckt von der modernen Sowjetunion. Schließlich wohnt er sogar einer großen Militärparade bei und telegrafiert seiner Frau, sie solle die alten Zeitschriften verbrennen und in seinem Arbeitszimmer ein Lenin-Bild aufhängen. West beendet seinen Fernbrief mit der Losung: „Es leben die Bolschewiki“. Auf seinem Weg zum Telegrafenamt werden in propagandistischer Folge Bilder von der modernen, industrialisierten und effektiven UdSSR gezeigt.

## Produktionsnotizen
Die seltsamen Abenteuer des Mr. West im Lande der Bolschewiki entstand im Winter 1923/1924 und wurde am 27. April 1924 in der Sowjetunion uraufgeführt. In der Bundesrepublik Deutschland wurde er erstmals am 29. Dezember 1967 im ZDF ausgestrahlt. Der Film ist stark vom US-amerikanischen Slapstick-Kino eines Harold Lloyd und eines Buster Keaton beeinflusst.
Wsewolod Pudowkin, der ab 1925 als Filmregisseur zu Weltruhm gelangte, spielte in diesem Film mit dem Bandenchef Schban eine tragende Rolle. Bei Die seltsamen Abenteuer des Mr. West im Lande der Bolschewiki schuf er auch die Filmbauten. Pudowkin sagte später über seine Zusammenarbeit mit Kuleschow: „Er war der erste, der vom ABC des Films sprach.“
Der Film erregte bei seiner Uraufführung in der Sowjetunion starken Protest durch die KPdSU, die Kuleschows überdrehter Satire „Formalismus“ vorwarf.

## Kritiken
Reclams Filmführer schrieb: „Ein amüsanter Film, der Unterhaltsamkeit auf intelligenter Weise und mit spezifisch filmischen Mitteln erzielt. Kuleschow verspottet ausländische Klischeevorstellungen vom Bolschewismus, indem er sie mit dem gleichermaßen überzogenen Bild eines „Yankee“ konfrontiert, der die „Stars and Stripes“ der amerikanischen Flagge sogar als Sockenmuster trägt. Formal imitiert, variiert und parodiert Kuleschow hier die Stilmittel des amerikanischen Abenteuerfilms.“
In Kay Wenigers Das große Personenlexikon des Films ist in Kuleschows Biografie Folgendes zu lesen: „Besonders sein berühmtester Film „Die seltsamen Abenteuer des Mr. West im Lande der Bolschewiki“ gilt als ein Meisterwerk früher sowjetischer Filmkunst. Mit viel Sinn für Humor und geschicktem Einsatz einer spezifischen, in damaligen Zeiten als revolutionär geltenden Filmsprache persiflierte Kuleschow zugleich die Klischeevorstellung vom Bolschewismus in kapitalistischen Ländern (insbesondere in den USA), zeichnete seinerseits aber wiederum ein comicstripartiges Abbild des ‘typischen Yankee’ (und ließ, wie nebenbei, gleichzeitig den angeblichen ‘humanistischen Geist’ des Kommunismus’ hochleben).“
Jerzy Toeplitz urteilte in seinem ersten Band von „Geschichte des Films“: „Der Film (…) war eine im satirischen Ton gehaltene Polemik gegen die weit verbreiteten Ansichten über die Sowjetunion in der kapitalistischen Presse. Gleichzeitig schuf Kuleschow eine Parodie auf den amerikanischen Western, und in bestimmten Szenen auch auf die amerikanische Komödie. Der Film war mit Bravour gespielt und inszeniert worden und rief bei den Zuschauern Lachsalven hervor.“
Im Lexikon des Internationalen Films ist zu lesen: Groteskstummfilm, der die irrigen Meinungen des Westens über die UdSSR ironisch glossiert. Das Finale der gagreichen Inszenierung ist allerdings leitartikelhaft überzogen. Als filmhistorisches Dokument sehenswert.